# Jack and Jill (canción de Raydio)
«Jack And Jill» es una canción de 1978 que fue un éxito de R&B vocal de Ray Parker, Jr. y su grupo Raydio. Fue el primer sencillo del primer álbum del grupo del mismo nombre Raydio, y se convirtió en un éxito internacional, quedando en el lugar número 8 del Billboard Hot 100 y el número 6 en la lista Cashbox Top 100 de EE. UU.. En  Canadá alcanzó el número 5 en ventas y el número 4 en Australia, en Reino Unido alcanzó la lista "Top 20 in UK".
Fue el primero de los 5 grandes éxitos de Ray Parker, Jr. y Raydio.
La canción describe como "Jack" se siente solitario y que a pesar de sus buenas intenciones, vaga buscando amor por haber sido rechazado por "Jill" que raramente está en la casa.

## Otras composiciones relacionadas
En 1981, como respuesta a "Jack and Jill", Ray escribió la canción «A Woman Needs Love (Just Like You Do)» (traducido: "Una mujer necesita amor (igual que tú)"). Esta se volvió un éxito y en ella  Parker escribió el punto de vista o respuesta de "Jill". De acuerdo a la letra: "By the time poor Jack returned up the hill, somebody else had been loving Jill." (Traducido: para el momento que Jack regresó de su búsqueda, alguien ya estaba amando a Jill). 
En 1982 Parker grabó una versión extendida de la canción. Fue presentada en una posterior reimpresión de su segundo álbum en solitario. En esa versión Ray cantó todas las partes vocales en lugar que solo algunas de ellas.